# Afghan Wireless
L'Afghan Wireless Communication Company, communément appelée Afghan Wireless, est la première entreprise afghane de télécommunication du pays.

## Histoire
En 1998, l'entrepreneur afghan-américain en télécommunication Ehsan Bayat a obtenu une licence exclusive du gouvernement taliban pour créer Afghan Wireless, en coentreprise avec le Ministère des communications du pays, qui détient 20 % de l'entreprise. Bayat a reçu un soutien financier des entrepreneurs britanniques Stuart Bentham et Lord Michael Cecil. En l'espace d'un an, Afghan Wireless a réactivé le code international d'appel de l'Afghanistan et mis en place des centraux téléphoniques informatisés à Kaboul et Kandahar pour remplacer les standards manuels obsolètes utilisés pendant longtemps.
En juin 1999, les Talibans ont accordé à Afghan Wireless un monopole de 15 ans sur le marché de la téléphonie mobile en Afghanistan, mais après le renversement des Talibans par l'invasion américaine de 2001, des compagnies concurrentes comme Roshan ont commencé à apparaître.
Afghan Wireless a été la première compagnie à fournir un service sans fil GSM en Afghanistan et a lancé son offre en avril 2002. En juin 2008, le réseau sans fil afghan comptait deux millions d'abonnés dans les 34 provinces afghanes.

### Opération Foxden et lien avec les agences de renseignement américaines
Selon un rapport écrit en 2011 par David Rose, rédacteur en chef de Vanity Fair, Ehsan Bayat agissait depuis 1998 comme informateur du FBI. Dans un effort conjoint avec la NSA connu sous le nom d'opération Foxden, le FBI avait l'intention d'installer des équipements dans l'infrastructure d'Afghan Wireless qui permettrait aux agences de renseignement américaines d'écouter les appels téléphoniques en Afghanistan. Alors que l'opération était en cours de planification, le président Bill Clinton a signé l'ordonnance 13129, qui interdisait aux citoyens américains de faire des affaires avec les Talibans. Afin de mener à bien l'opération Foxden, le FBI et la NSA ont aidé Bayat et ses partenaires britanniques à contourner l'interdiction en transférant la propriété d'Afghan Wireless à une société écran basée au Liechtenstein. Avant que le plan ne puisse être mis en place, la CIA a objecté en raison de sa prééminence traditionnelle sur le FBI en matière de collecte de renseignements étrangers. L'opération a finalement été autorisée le 8 septembre 2001, mais les attentats du 11 septembre et l'invasion de l'Afghanistan qui a suivi ont eu raison du projet.